# Der weißblaue Löwe
Der weißblaue Löwe ist ein deutsches Filmlustspiel aus dem Jahre 1952 von Olf Fischer und dem Regiedebütanten Werner Jacobs nach mehreren Geschichten von Ludwig Thoma mit Wastl Witt als urbayerischer Landespolitiker Josef Filser und Hans Fitz als sein Gegenspieler im Zentrum der Geschichte.

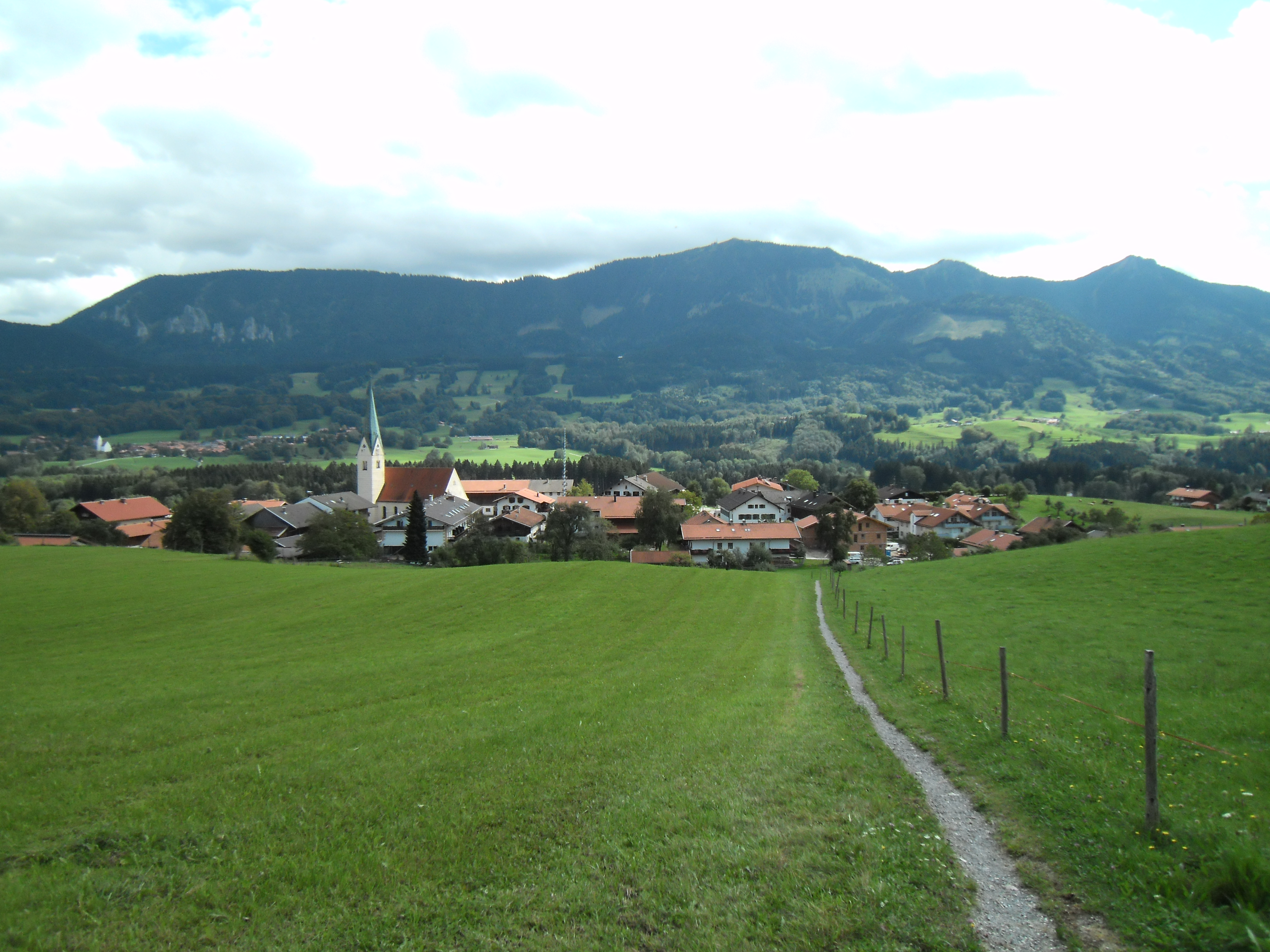
Drehort Törwang (Oberbayern)

## Handlung
Der königlich-bayerische Landtagsabgeordnete Josef Filser ist vom übermäßigen Bierkonsum derart betrunken, dass er nicht so recht mitbekommt, wie er ein abbruchreifes Spritzenhaus der ortsansässigen Feuerwehr ersteigert. Am nächsten Tag wieder stocknüchtern, behauptet der Ur-Bajuware, dass man ihn reingelegt hat. Er gibt dafür der Ortsverwaltung die Schuld und sorgt dafür, dass die Verlobung seiner Tochter Zenzi mit Michl Haslinger, dem Sohn des Bürgermeisters, aufgelöst wird. 
Die Filser-Zenzi und der Haslinger-Michi sind damit jedoch überhaupt nicht einverstanden, und weil sich beide ganz doll lieb haben, treffen sie sich weiterhin, nur diesmal heimlich, und zwar ausgerechnet im alten Spritzenhaus. In einem Moment der Unachtsamkeit fällt das baufällige Feuerwehrhaus einem Brand zum Opfer und wird zur Ruine. Nun kommt es daraufhin zu einem Schadensersatzprozess, und die Widersacher beginnen sich vor Gericht zu raufen. Am Ende sind sich jedoch alle, sogar Filser und Bürgermeister Haslinger, wieder grün, und Zenzi und Michl können ihre Verlobung neu verkünden.

## Produktionsnotizen
Der weißblaue Löwe entstand im Sommer 1952 in den Studios von München-Geiselgasteig sowie in Törwang bei Rosenheim (Außenaufnahmen). Die Uraufführung erfolgte am 18. November 1952 in Bad Reichenhall, die Berliner Premiere war am 2. November 1954. Der Film wurde in Norddeutschland unter den Titeln in Wehe, wenn sie losgelassen und Krach um die Liebe vertrieben, in Österreich als Feuer am Dach.
Martin Pichert und Peter Wehrand übernahmen die Produktionsleitung. Franz Bi entwarf die von Bruno Monden umgesetzten Filmbauten. Hans Terofal spielte nicht nur eine kleine Rolle, sondern er war bei diesem Film auch Aufnahmeleiter.

## Kritiken
Der Spiegel schrieb: „Ludwig Thoma-Potpourri – ‚Erster Klasse‘, ‚Lausbubengeschicht'n‘ und ‚Altaich‘ – mit Wastl Witts bald schon klassischem, königlich-bayrischem Landtagsabgeordneten Josef Filser als Zentralfigur. Ländlich-sittlich-brav, mit wenig bekannten Heimatdarstellern.“
Im Lexikon des Internationalen Films heißt es: „Amüsantes Lustspiel nach Erzählungen von Ludwig Thoma, das die volkstümliche Gestalt des Landtagsabgeordneten Josef Filser in den Mittelpunkt episodischer Ereignisse im Jahr 1910 rückt: seine Bauernschläue, seine Liebe zum Bier und manchen Blödsinn, den er im Rausch anstellt. Auch inszenatorisch bemerkenswert.“